# 埃斯塔雷雅
埃斯塔雷雅是葡萄牙的一座城市。面積108.4平方公里。有人口28,236人。市區本身人口約有7,000人。

## 友好城市
- 法國 拉里什

## 外部連結
- 官方網站 （页面存档备份，存于）